# Zapaljenje dužice i zrakastog tela
Zapaljenje dužice i zrakastog tela (lat. iridociklitis) ili prednji uveitis (lat.uveitis anterior) je istovremeni zapaljenjski proces prednjeg segmenta ljudskog oka, lokalizovan na dužici ili irisu (lat. iritis) i zrakastom telu (lat. corpus ciliare) (lat. ciclitis). Kako su dužica i zrakasto telo su delovi srednjeg omotoča odnosno sudovne opne oka u veoma bliskom anatomskom odnosu, zapaljenski proces obično u isto vreme zahvata i dužicu i zrakasto ili cilijarno telo, što se još naziva i uveitis anterior.

## Klasifikacija po MKB10
MKB10 — H20. — Iridocyclitis
Zapaljenje dužice i zrakastog tela
| MKB10 | Latinski naziv                                                                                       | Naziv na srpskom                                              |
| ----- | --- | ------------------------------------------------------------- |
| H20.0 | Iridocyclitis acuta et subacuta - Cyclitis - Iritis - Uveitis anterior acuta, recidiva sive subacuta | Akutno i subakutno zapaljenje dužice i zrakastog tela         |
| H20.1 | Iridocyclitis chronica                                                                               | Hronično zapaljenje dužice i zrakastog tela                   |
| H20.2 | Iridocyclitis lentica                                                                                | Zapaljenje dužice i zrakastog tela uzrokovano nošenjem sočiva |
| H20.8 | Iridocyclitis alia                                                                                   | Drugo zapaljenje dužice i zrakastog tela                      |
| H20.9 | Iridocyclitis, non specificata                                                                       | Zapaljenje dužice i zrakastog tela, neoznačeno                |

MKB10 — H22. — Morbi iridis et corporis ciliaris in morbis alibi classificatis
 Bolesti dužice i zrakastog tela u bolestima klasifikovanim na drugom mestu
| MKB10 | Latinski naziv | Naziv na srpskom |
| ----- | --- | --- |
| H22.0 | Iridocyclitis in morbis infectivis et parasitariis alibi classificatis Iridocyclitis: - gonococcica (A54.3†) - herpetica (B00.5†) - syphilitica (A51.4†) - tuberculosa (A18.5†) - zostrica (B02.3†) | Zapaljenje dužice i zrakastog tela u zaraznim i parazitarnim bolestima klasifikovanim na drugom mestu Zapaljenje dužice i zrakastog tela: - gonokokokno (A54.3†) - herpetično (B00.5†) - sifilistično (A51.4†) - tuberkulozno (A18.5†) - zoosterno (B02.3†) |
| H22.1 | Iridocyclitis in morbis aliis, alibi classificatis Iridocyclitis in: - sarcoidosa (D86.8†) - spondylitide ankylopoietica (M45†)                                                                     | Zapaljenje dužice i zrakastog tela u drugim bolestima, klasifikovanim na drugom mestu Zapaljenje dužice i zrakastog tela u: - sarkoidozi (D86.8†) - ankilopeotečkoj spondilozi (M45†)                                                                       |
| H22.8 | Morbi iridis et corporis ciliaris alii in morbis alibi classificatis | Druge bolesti dužice i zrakastog tela u bolestima klasifikovanim na drugom mestu |

## Etiopatogeneza
Cela sudovna opna može da reaguje na razne etiološke faktore na isti način, među kojima se ističu:
- reumatizam,
- fokalna infekcija (bakterijska - lepra, borelioza, virusna -varicella virus, herpes simplex virus, HIV, citomegalovirus, gljivična - kandidijaza, aspergiloza, histoplazmoza, protozooalna i parazitarna -toksokaroza, cisticerkoza),
- tuberkuloza,
- lues,
- infektivna i virusna oboljenja,
- toksoplazmoza, leptospiroza i dr.

Prema izgledu zapaljenskog procesa zapaljenja dužice i zrakastog tela se dele na difuzne i na cirkumskriptne, odnosno nodularne.
- Kod difuznih oblika zapaljenski proces zahavata difuzno dužično i cilijarno tkivo u celini
- Kod cirkumskriptnih ili nodularnih oblika proces se ispoljava u vidu čvorića.

Kod svakog zapaljenskog procesa dužice i zrakastog tela preovlađuje eksudacija. Prema karakteru eksudacije kliničku sliku zapaljenja dužice i zrakastog tela delimo na:
- serozne,
- fibrinozne,
- purulentne (gnojne) i
- hemogarične.

Serozni oblik dužice i zrakastog tela ima blažu kliničku sliku dok ostali oblici imaju težu.

## Klinička slika
Klinička slika zavisi od oblika bolesti, akutnog subakutnog ili hroničnog oblika zapaljenja dužice i zrakastog tela.
Akutni oblik
Kod akutnog oblika zapaljenje dužice i zrakastog tela simptomatologija je burna. Prisutni su svi nadražajni simptomi: epifora ( suzenje oka), fotofobija ( preosetljivost na svetlost) i blefarospazam ( grč kapka). Pored toga postoji difuzni bol i hiperemija, oštrina vida je smanjena. Kod fibrinozne eksudacije opasnost se sastoji u tome što fibrin ima težnju da se fibrinozno organizuje i da dovede do priraslica između dve dodirne površine i nastanka sekluzije i okluzije pupile. Purulentni eksudat dovodi stvaranja hipopiona ( gnoj u prednjoj očnoj komori), a a hemoragični do hifeme (pojava krvi u prednjoj komori). Subjektivni simptomi sastoje se, pre svega u smanjenju vida. Ovo smanjenje vida je utoliko više izraženo ukoliko je eksudacija u prednjoj komori veća.
Subakutni oblik
Kod subakutnih oblika postoje svi navedeni simptomi ali su oni znatno manjeg intenziteta
Hronični oblik
- Kod hroničnog oblika simptomi su veoma slabo izraženi.

## Dijagnoza
Dijagnoza se postavlja na osnovu anamneze i oftalmološkog pregleda koji se radi pomoću fokalnog osvetljenja ili pomoću biomikroskopa sa procepnom lampom. Za konačnu dijagnozu potrebni su i dopunski klinički i laboratorijski pregledi kao i patohistološki nalaz.

## Terapija
Simptomatsko lečenje podrazumeva: sprečavanje i/ili olakšavanje bolova i sprovodi se ukapavanjem analgetskih kapljica u oko, toplim oblozima i po potrebi uzimanjem tableta analgetika, sprečavanje stvaranja priraslica ukapavanjem atropin sulfata i stavljanje atropinske masti, antizapaljensko lečenje kortikosteroidima u obliku kapi, masti ili injekcije u oko svaki dan ili svaka 2-3 dana, za smanjenje propustljivosti kapilara potrebne su svakodnevno injekcije ili tablete kalcijuma i vitamina C.
Kauzalno (uzročno) lečenje podrazumeva lečenje osnovne bolesti, odnosno uzroka iridociklitisa. Bakterijske bolesti leče se odgovarajućim antibioticima. Tuberkuloza se leči tuberkulostaticima, kortikosteroidima. Sifilis: penicilin ili drugi antibiotik, i dr. Iridociklitis uzrokovan hipertenzijom leči se širenjem zenice midrijaticima, a ako su se već stvorile priraslice - midrijatični koktel.
Hirurško lečenje sprovodi se samo kada nastupe komplikacije.

## Spoljašnje veze
|  | Molimo Vas, obratite pažnju na važno upozorenje u vezi sa temama iz oblasti medicine (zdravlja). |